# Viborg
Ne doit pas être confondu avec la ville de Vyborg en Russie.
Pour les articles homonymes, voir Viborg (homonymie).
Viborg est une ville danoise, l’une des plus anciennes villes du pays, située au centre du Jutland. Elle est le chef-lieu de la commune de Viborg ainsi que de la région du Jutland central et ce depuis la création de celui-ci en janvier 2007. En 2014, la population de la ville de Viborg est de 38 572 habitants, alors que celle de la commune de Viborg est de 94 486 habitants.

## Histoire

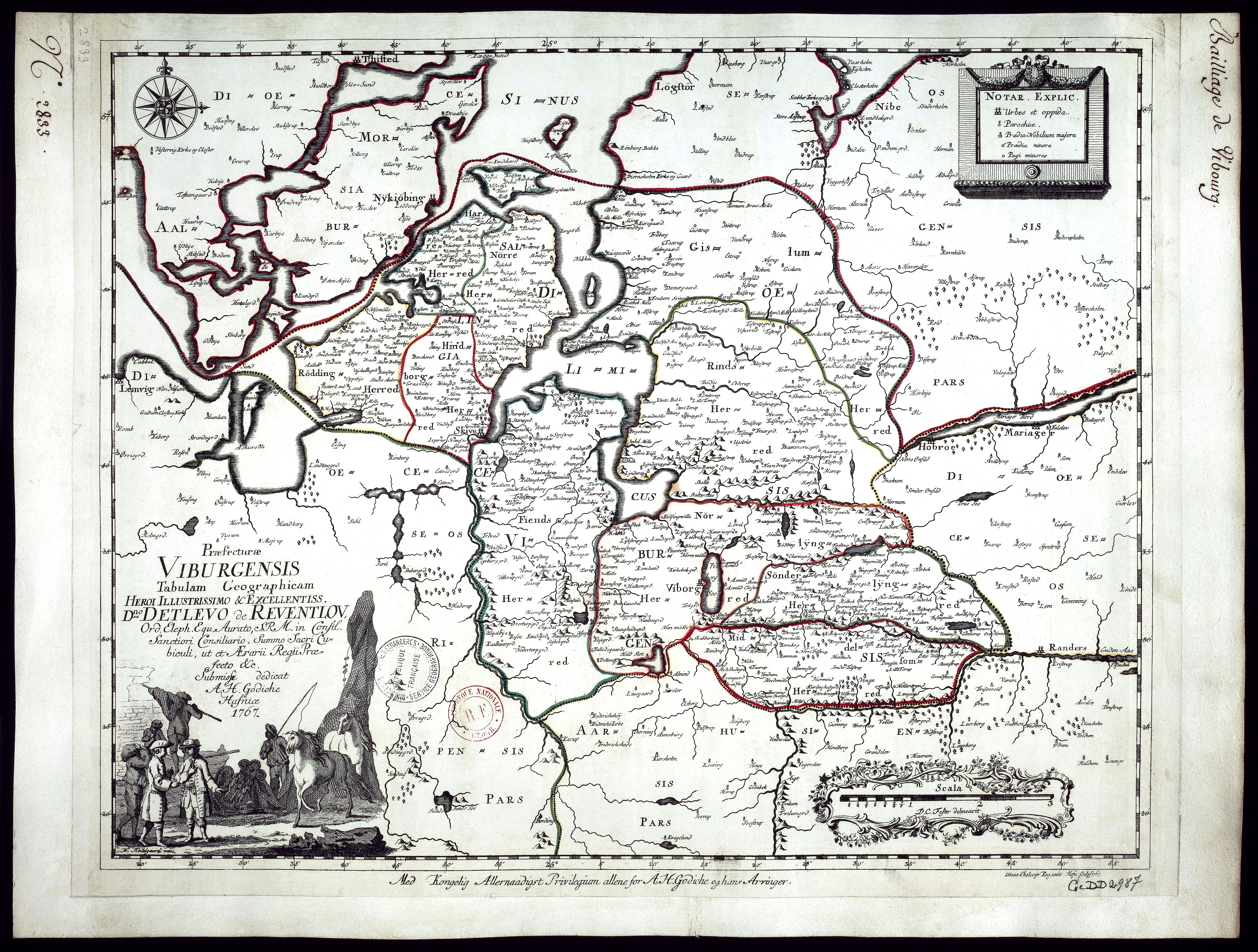
Le Bailliage de Vibourg en 1767.

Ses vestiges vikings datant du VIIIe siècle font de Viborg une des plus anciennes villes danoises. Sa localisation centrale fit d'elle un point stratégique du pays, tant sur le plan politique que religieux.
Au fil des siècles, elle se nomma successivement Wibjerg, Wibiærgh, Wybærgh, Wiburgh et Wibergis en latin. Le nom « Viborg » provient de la combinaison de deux mots : Vi qui veut dire « lieu sacré », et Berg qui veut dire « colline ». Viborg signifie donc le « lieu sacré sur la colline ».

## Personnalité liées à Viborg
- Ketille ( -1151) prêtre danois.

## Jumelages
- Lund (Suède)
- Bayeux (France)

## Galerie

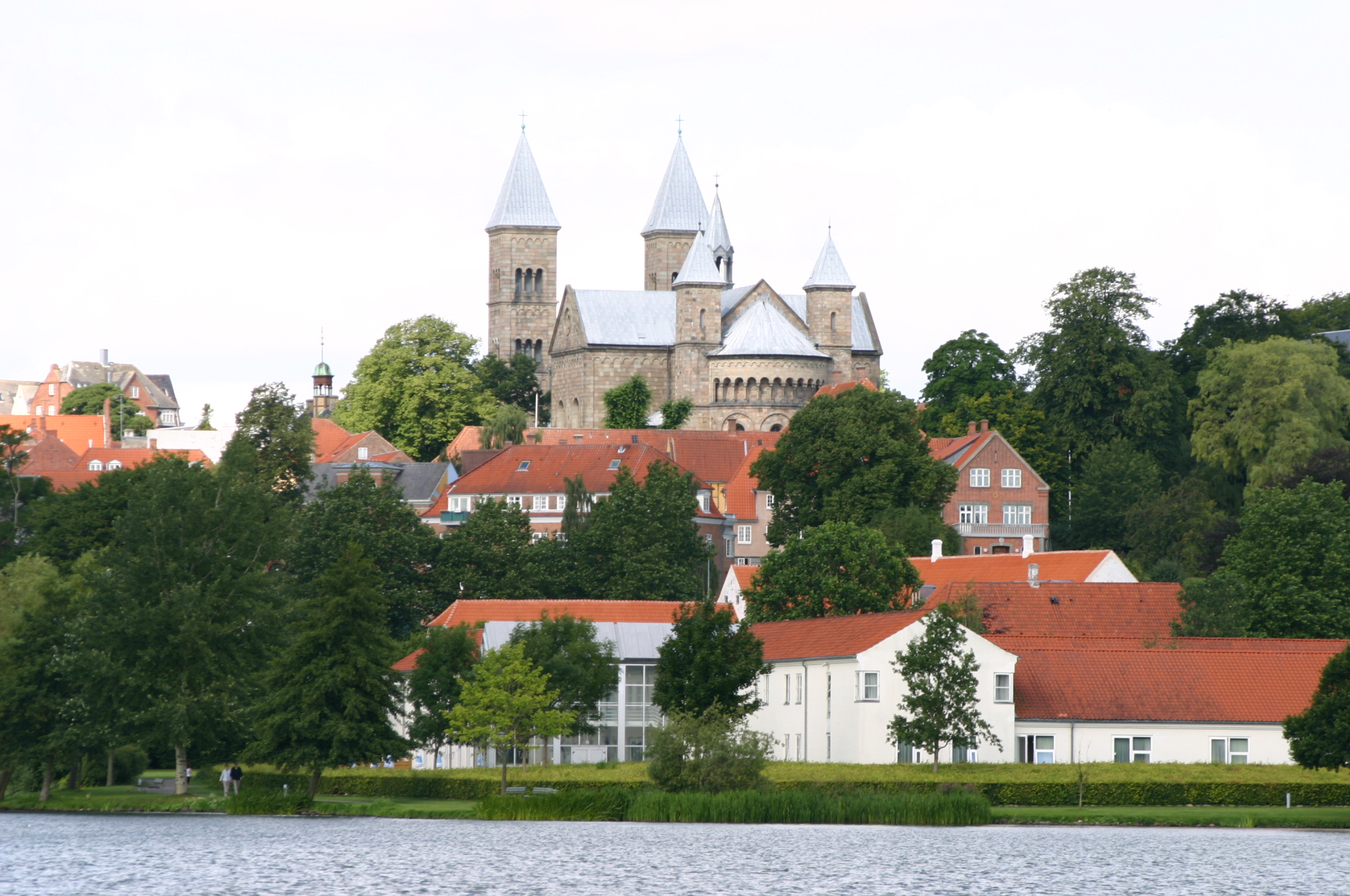
Viborg : vue sur la cathédrale aux deux clochers.
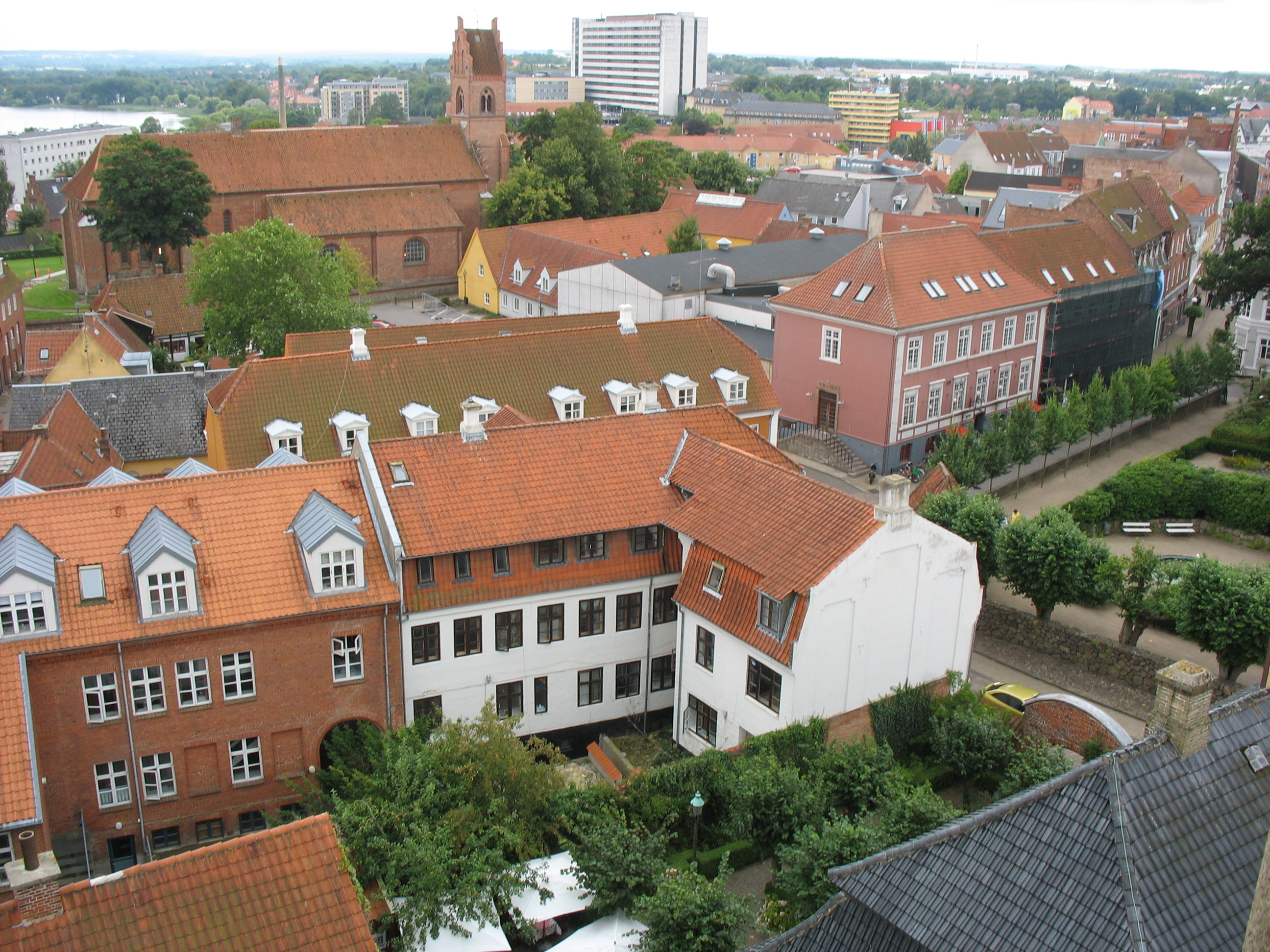
Le quartier autour de l'église Sortebrødre.
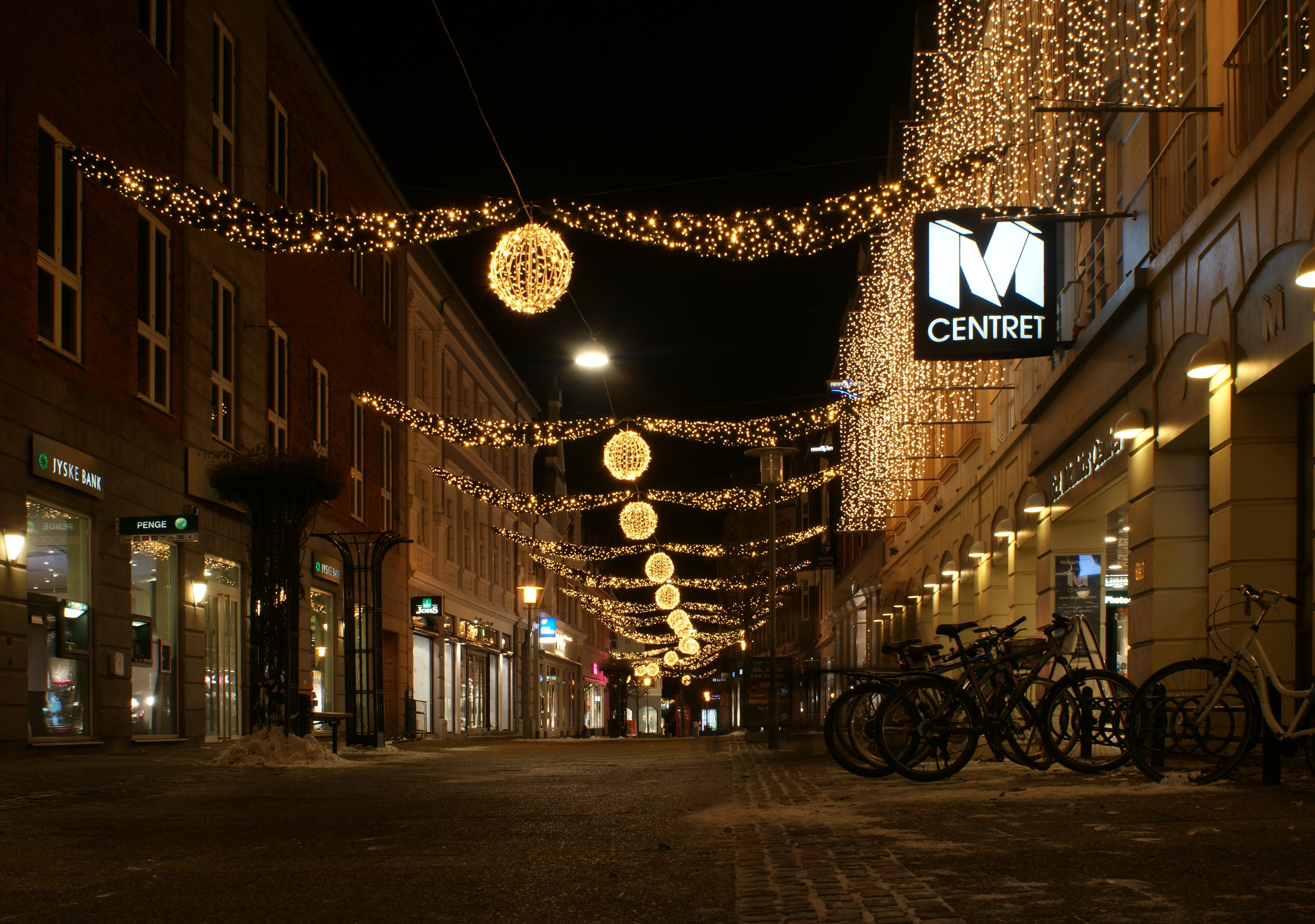
Illuminations de Noël 2010 dans le centre-ville.
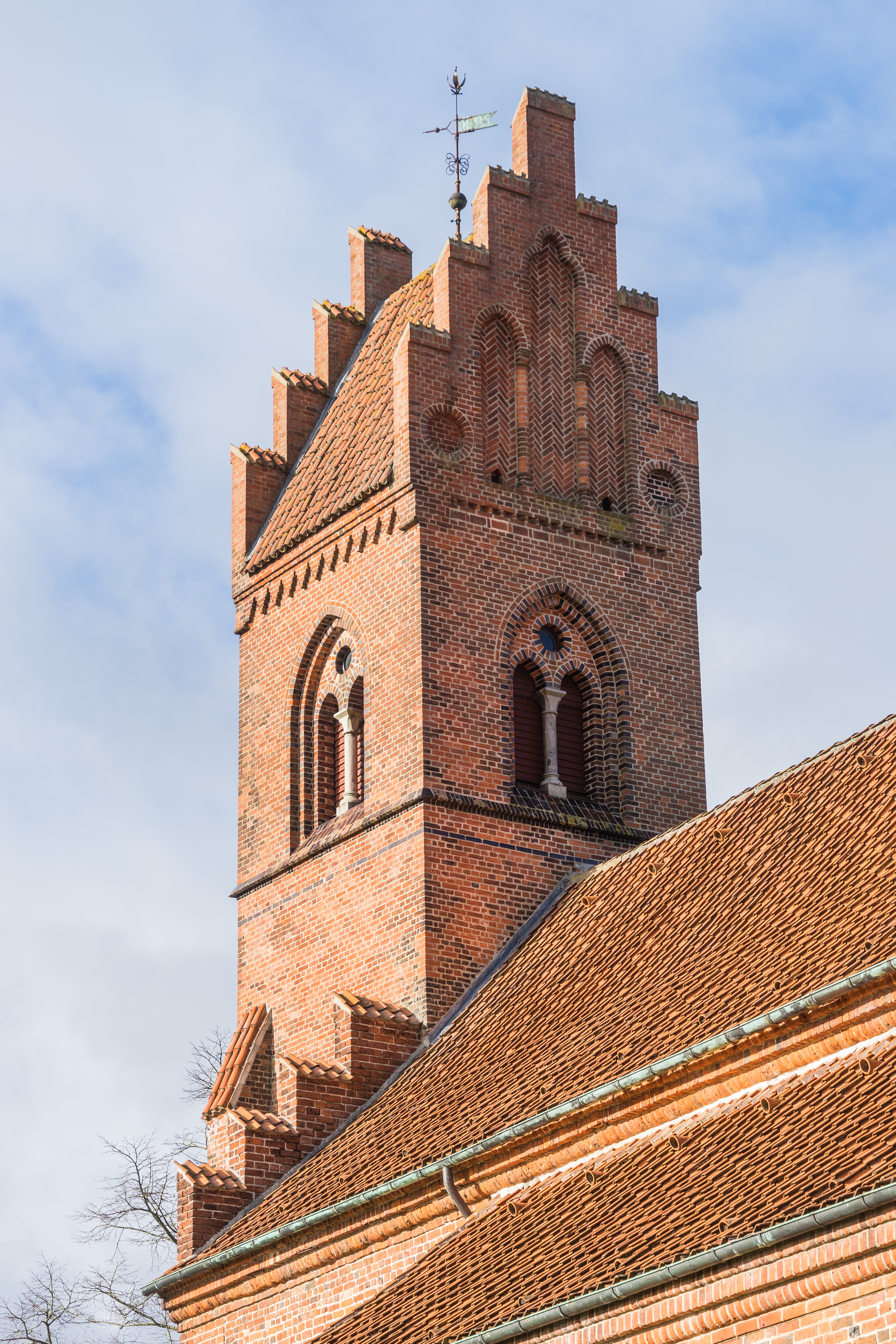
Le clocher de l'église de l'ancien couvent des Dominicains.
Hedeselskabet.
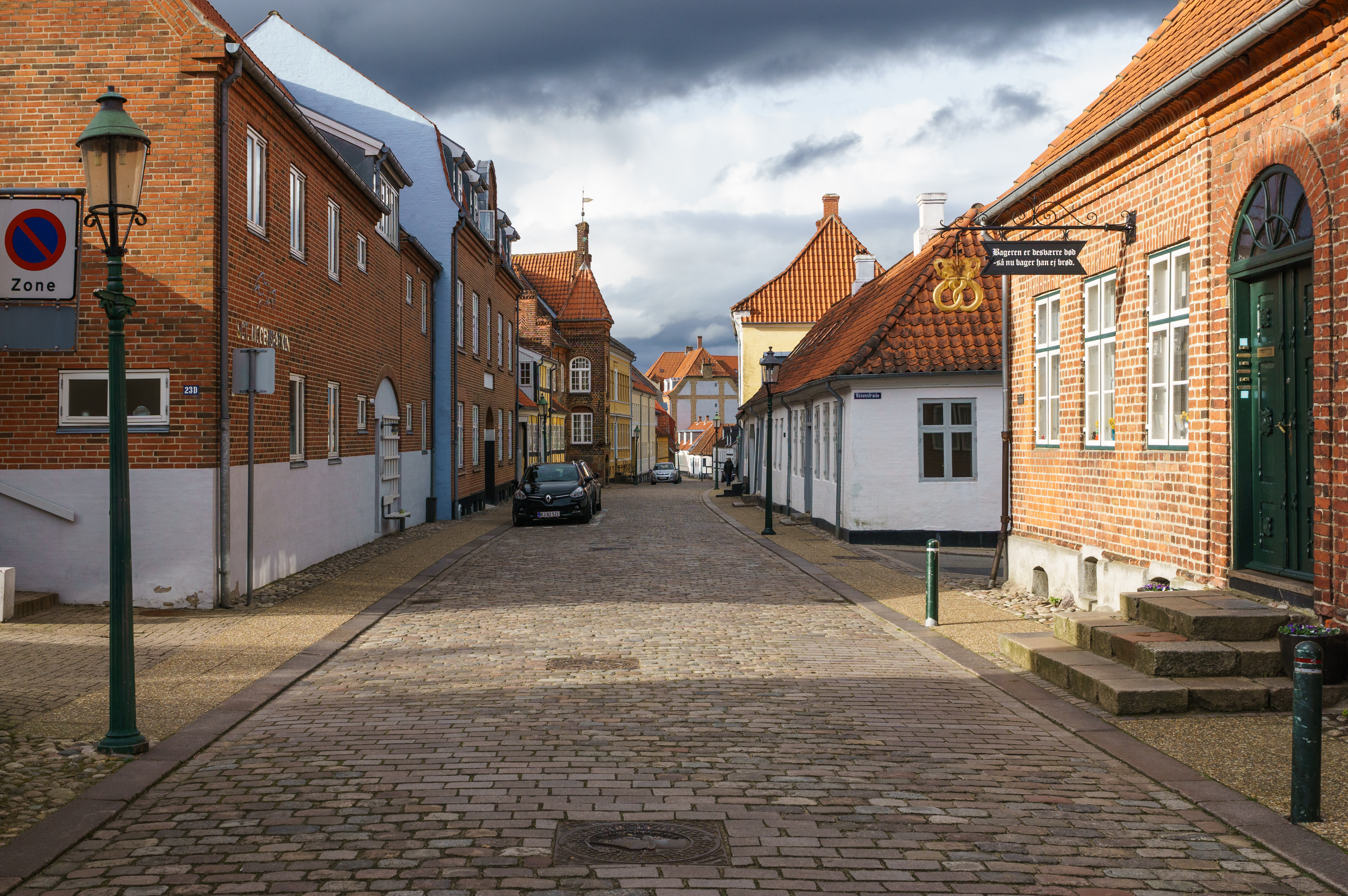
Une rue.